# Ana Durlovski

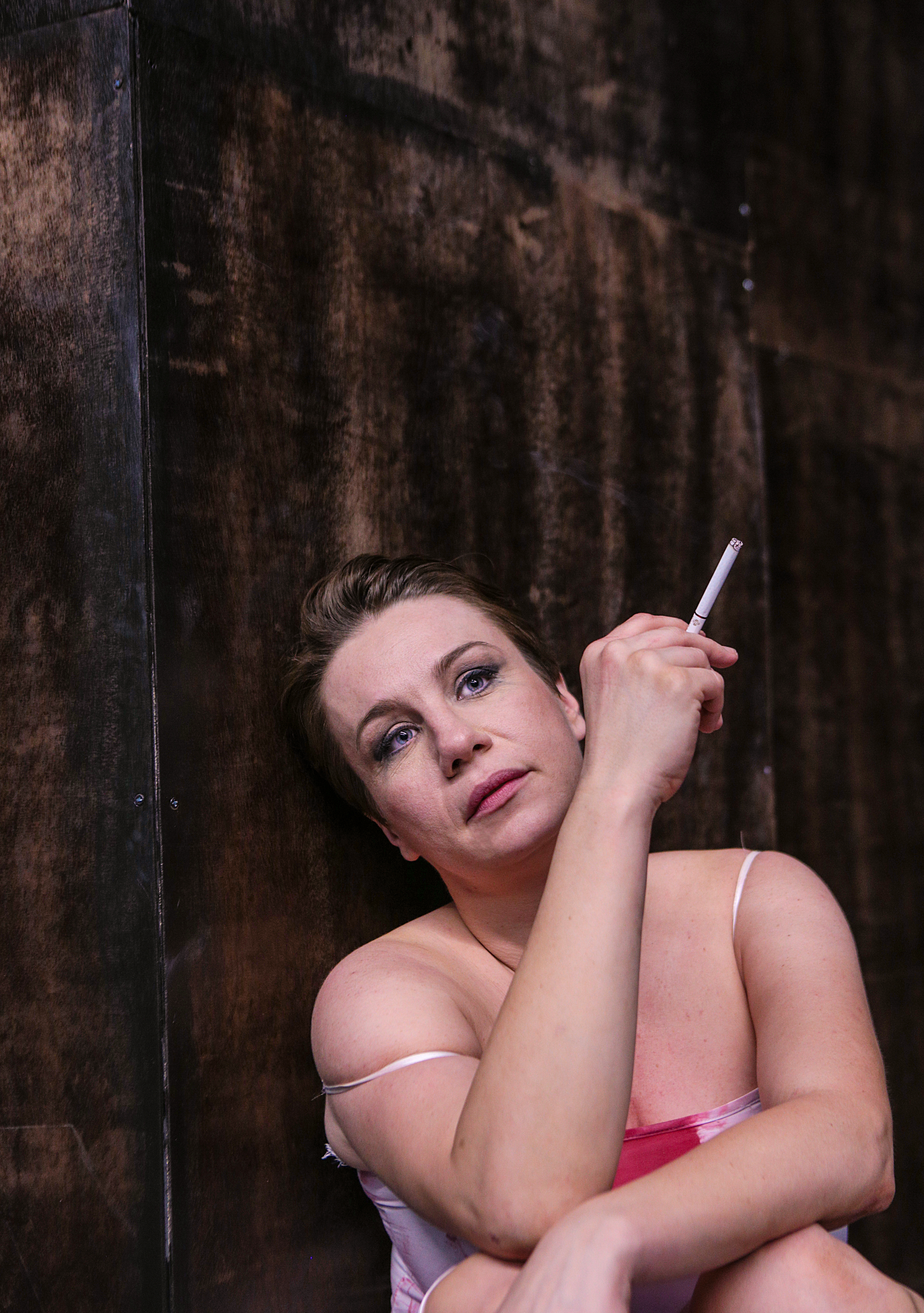
Ana Durlovski

Ana Durlovski (mazedonisch Ана Дурловски; * 1978 in Štip, SFR Jugoslawien) ist eine mazedonische Opernsängerin (Koloratursopran).

## Leben
Sie studierte von 1997 bis 2001 an der Musikakademie der Universität Skopje und debütierte an der Makedonska Opera in Skopje als Lucia in Donizettis Lucia di Lammermoor. Auftritte an Opernhäusern in Serbien, Bosnien, Kroatien und Albanien folgten. 2006 debütierte sie als Königin der Nacht in Mozarts Zauberflöte an der Wiener Staatsoper. In dieser Rolle war sie auch an der Staatsoper Berlin und der Deutschen Oper Berlin zu sehen.
2006 wurde sie Mitglied des Ensembles des Staatstheaters Mainz, seit 2011 ist sie Ensemblemitglied an der Staatsoper Stuttgart. Ihre Darstellung der Titelrolle in Bellinis La sonnambula in der Stuttgarter Neuproduktion 2012 wurde von der Kritik einhellig gefeiert.
Sie ist Mitglied des Ensembles Alea für Neue Musik.

## Opernrollen (Auswahl)
- Amina in Bellinis La sonnambula
- Lucia in Donizettis Lucia di Lammermoor
- Morgana in Händels Alcina
- Manon in Massenets Manon
- Donna Anna in Mozarts Don Giovanni
- Königin der Nacht in Mozarts Die Zauberflöte
- Sœur Constance in Poulencs Dialogues des Carmélites
- Musetta in Puccinis La Bohème
- La Folie/Amour in Rameaus Platée
- Fiorilla in Rossinis Il turco in Italia
- Adele in Johann Strauss’ Die Fledermaus
- Sophie in Richard Strauss’ Der Rosenkavalier
- Gilda in Verdis Rigoletto